# Vinci
|  | Per a altres significats, vegeu «Vinci (motor de coet)». |

Vinci és una població italiana de la ciutat metropolitana de Florència. Coneguda com la població natal de Leonardo da Vinci (tot i que, en realitat, va néixer en una casa de camp de la veïna Anchiano), Vinci té uns 14.308 habitants (2006) i és al cor de la Toscana, només a uns quilòmetres de Florència. Ocupa una extensió de 55 km², amb una altitud mínima de 26 m a Sovigliana i un màxim de 640 m a Montalbano (Cupolino), on es troba la major part del seu territori.
En l'antiguitat, Vinci ja va ser habitada, primer pels etruscs i, posteriorment, va passar a ser un castrum de l'Imperi Romà.
La construcció del seu castell, avui seu del Museo Leonardiano, es remunta a l'edat mitjana, cap a l'any 1000, a càrrec del Conti Guidi. La possessió del castell va ser confirmada el 1164 per Frederic I i el 1220 per Frederic II. El 12 d'agost del 1254, Vinci va quedar sota la dominació florentina.